# Frédéric Thomas
Frédéric Thomas (ur. 10 sierpnia 1980 w Sarcelles) – francuski piłkarz grający na pozycji defensywnego pomocnika.

## Kariera klubowa
Piłkarskie treningi Thomas podjął już w wieku 6 lat w klubie UF Fosses. Następnie w latach 1994–2000 był zawodnikiem Puiseux-sur-Louvres by latem tamtego roku przejść do drugoligowego Le Mans FC. W Ligue 2 zadebiutował 4 listopada 2000 w wygranym 2:0 wyjazdowym spotkaniu z SM Caen. Od początku sezonu 2002/2003 był podstawowym zawodnikiem Le Mans i awansował z nim do pierwszej ligi. 2 sierpnia 2003 zaliczył debiut w pierwszej lidze Francji, a Le Mans zremisowało 0:0 z RC Lens. Na koniec sezonu Le Mans z Frédérikiem w składzie spadło do Ligue 2, ale już w sezonie 2005/2006 ponownie występowało w pierwszej lidze.
W lipcu 2006 roku Thomas został sprzedany za 4 miliony euro do AJ Auxerre. W nim po raz pierwszy wystąpił 5 sierpnia przeciwko Valenciennes FC (1:1). Przez dwa sezony grał w podstawowym składzie tego klubu pełniąc rolę defensywnego pomocnika. W tym okresie rozegrał 56 ligowych meczów i zdobył jednego gola.
Latem 2008 roku Thomas powrócił do drużyny Le Mans FC. Od początku sezonu 2008/2009 pełni funkcję kapitana zespołu.
| Sezon   | Klub       | Kraj    | Rozgrywki | Mecze | Bramki | Rozgrywki Europy | Mecze | Bramki |
| ------- | ---------- | ------- | --------- | ----- | ------ | ---------------- | ----- | ------ |
| 2000/01 | Le Mans FC | Francja | Ligue 2   | 5     | 0      | -                | -     | -      |
| 2001/02 | Le Mans FC | Francja | Ligue 2   | 17    | 0      | -                | -     | -      |
| 2002/03 | Le Mans FC | Francja | Ligue 2   | 34    | 1      | -                | -     | -      |
| 2003/04 | Le Mans FC | Francja | Ligue 1   | 36    | 1      | -                | -     | -      |
| 2004/05 | Le Mans FC | Francja | Ligue 2   | 37    | 1      | -                | -     | -      |
| 2005/06 | Le Mans FC | Francja | Ligue 1   | 38    | 2      | -                | -     | -      |
| 2006/07 | AJ Auxerre | Francja | Ligue 1   | 30    | 0      | Liga Europy UEFA | 8     | 0      |
| 2007/08 | AJ Auxerre | Francja | Ligue 1   | 26    | 1      | -                | -     | -      |
| 2008/09 | Le Mans FC | Francja | Ligue 1   | 32    | 0      | -                | -     | -      |
| 2009/10 | Le Mans FC | Francja | Ligue 1   | 30    | 2      | -                | -     | -      |
| 2010/11 | Le Mans FC | Francja | Ligue 1   | 37    | 1      | -                | -     | -      |
| 2011/12 | Le Mans FC | Francja | Ligue 1   | 37    | 3      | -                | -     | -      |
| 2012/13 | Le Mans FC | Francja | Ligue 1   | 18    | 5      | -                | -     | -      |

Stan na: 17 stycznia 2013 r.